# リハルド・ヤコピッチ
リハルド・ヤコピッチ（Rihard Jakopič、1869年4月12日 - 1943年4月21日）は、スロベニアの画家。
ヤコピッチは20世紀前半、スロベニア絵画の中心的人物であった。 
スロベニアの印象派絵画のスタイルを形成させたのは彼のほかに同年代の作家、マテイ・ステルネン、マティヤ・ヤーマ、イヴァン・グロハルであった。

## 略歴
現在のスロヴェニアのリュブリャナに近い Krakovoで、農産物を扱う商人の息子に生まれた。1887年にウィーン美術アカデミーに入学するが病気で1888年に帰郷した。1889年にミュンヘン美術院に入学し、1890年からはミュンヘンのアントン・アズベの美術学校でも学んだ。リュブリャナやシュコーフィア・ロカで活動した後、1903年からプラハの美術アカデミーでヴォイチェフ・ヒナイス(Vojtěch Hynais)にも学んだ。リュブリャナで美術学校を開き、印象派のスタイルの作品を描いた。1938年に創立された、スロヴェニア科学芸術アカデミーの初期メンバーになった。

## 主な作品

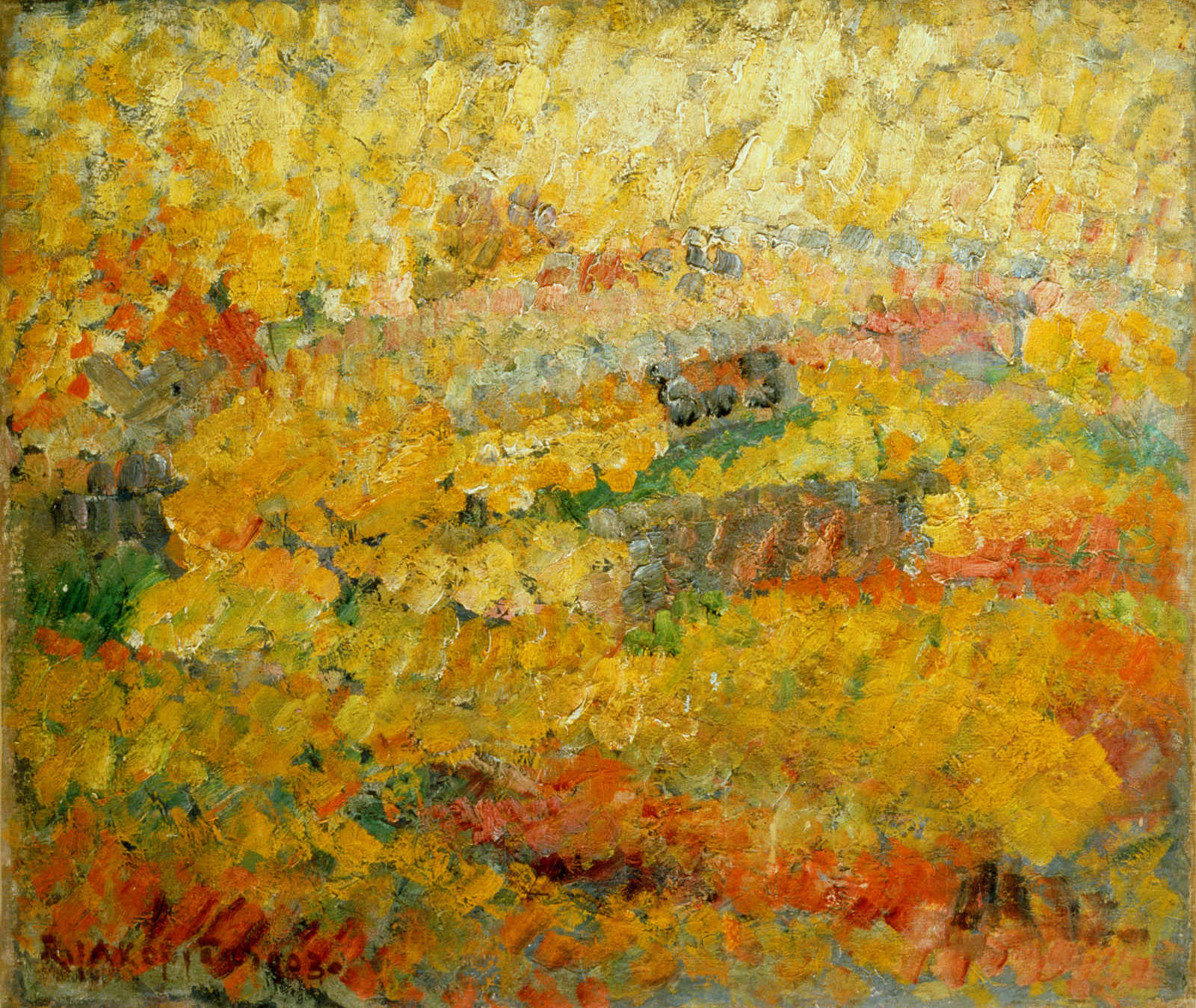
Sončni breg 日向の川沿い

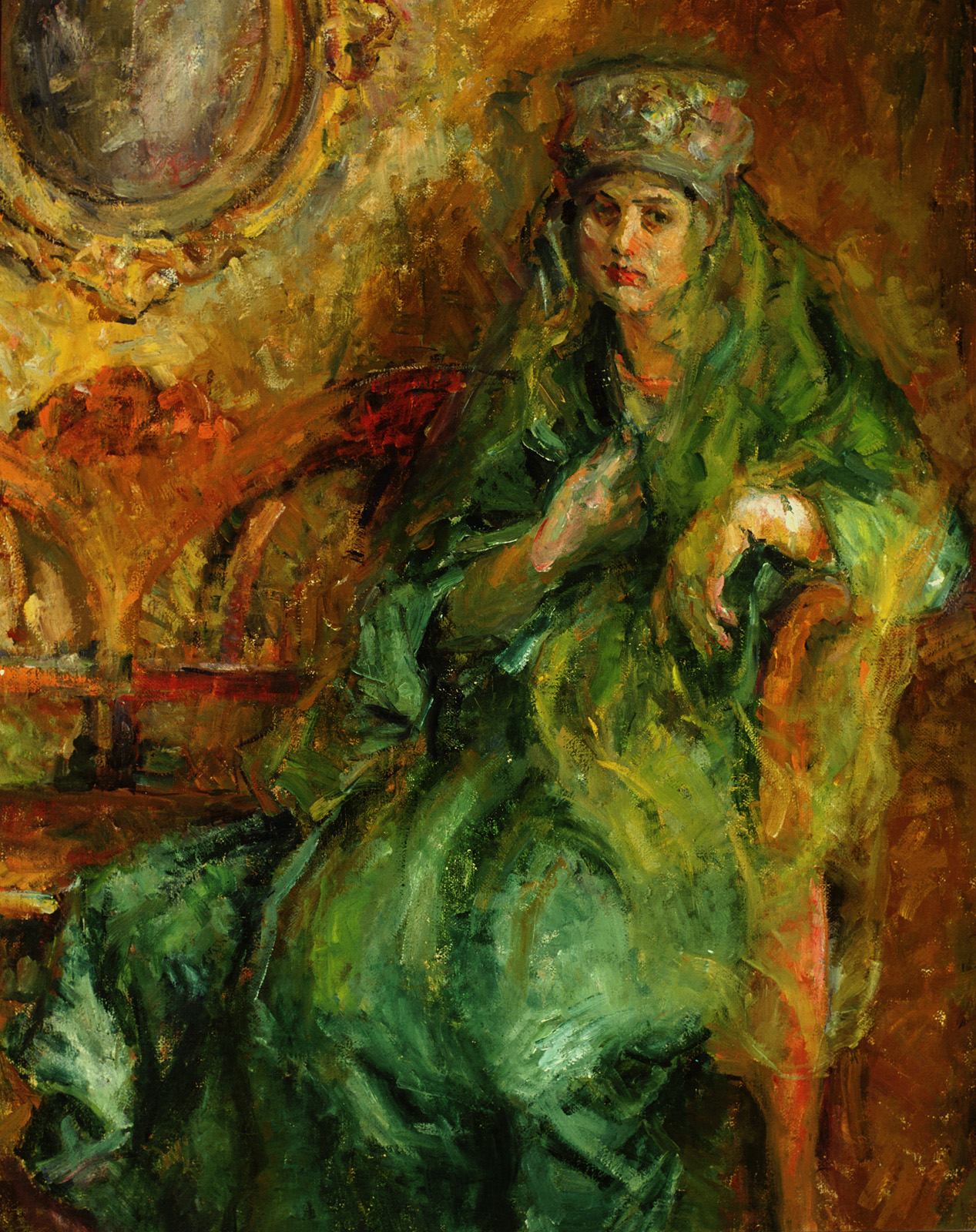
Zeleni pajčolan 緑のレース

- Sončni breg（日向の川沿い） (1903), スロベニア国立美術館（リュブリャナ）
- Breze v jeseni（秋の樺） (1903), スロベニア国立美術館
- Kamnitnik v snegu（雪のカムニットニク） (1903), スロベニア国立美術館
- Zima（冬） (1904), スロベニア国立美術館
- Pri svetilki（灯火の近く） (1904), スロベニア国立美術館
- Študija sonca（太陽・習作） (1905), スロベニア国立美術館
- Križanke（クリジャンケ） (1909),  スロベニア国立美術館
- Spomini（思い出） (1912), スロベニア国立美術館
- Zeleni pajčolan（緑のレース） (1915), スロベニア国立美術館
- Večer na Savi（サワ川の夕暮れ） (1926), スロベニア国立美術館
- Slepec（目の見えない人） (1926), スロベニア国立美術館